# Paco Madrid
Francisco Madrid Villatoro (Málaga, 4 de octubre de 1889 - ibíd., 29 de octubre de 1957), popularmente conocido como Paco Madrid, fue un matador de toros español.

## Biografía
Se vistió de luces por vez primera el 12 de mayo de 1911, en la pequeña localidad pacense de Guareña, e hizo su presentación en las arenas de la Villa y Corte el 17 de marzo de 1912. Tomó la alternativa en Madrid el 15 de septiembre de aquel mismo año, apadrinado por el genial espada madrileño Rafael Gómez Ortega (“el Gallo”), quien, en presencia del diestro Isidoro Martí Flores —que, a la vez que confirmaba su alternativa, hacía las veces de testigo—, le cedió los avíos con los que había de lidiar y matar al astado Taconero, perteneciente al hierro de Benjumea. En aquella recordada ocasión, el toricantano manejó con soltura y variedad el capote y la muleta, y despachó a los dos morlacos de su lote con sendas estocadas que le valieron una triunfal salida a hombros por la Puerta Grande.
El 25 de noviembre de 1915 se casó con Modesta Luque en la iglesia de san Esteban de Fuenlabrada, localidad natal de su esposa. Ofició la boda el canónigo de la catedral de Madrid, Juan Aguilar. Apadrinaron a los contrayentes el diputado Luis Armiñán, y Emilia Luque, hermana de la novia.
Durante su carrera como matador, sobresalió como gran estoqueador. Puso fin a su larga carrera de matador de toros el 19 de junio de 1938, cuando se enfrentó a las reses bravas del hierro de Villamarta en las arenas de la plaza de su ciudad natal. Completaban el cartel de aquella tarde el maestro trianero Juan Belmonte García, el rondeño Cayetano Ordóñez y Aguilera (“Niño de la Palma”), y el valenciano Vicente Barrera y Cambra.